# Barbula rufipes
Barbula rufipes là một loài rêu trong họ Pottiaceae. Loài này được Schimp. mô tả khoa học đầu tiên năm 1872.